# Náš oddíl
Náš oddíl je kniha českého spisovatele Jaroslava Foglara z roku 1992. Jedná se o instruktážní příručku pro práci v klubech, družinách a oddílech, kterou autor napsal na základě své mnohaleté praxe skautského vedoucího druhého pražského oddílu. Svou formou navazuje na Foglarovu Kroniku Ztracené stopy.

## Popis
Kniha Náš oddíl je psána jako odpověď na dopis Přemíka a Jirky, členů začínajícího oddílu, kteří žádají zkušeného vedoucího Slávka o rady, jak by oddíl měl fungovat, jaké jsou zákony oddílu, jaké hry je možno hrát a jak se mají bodovat, atd. Je tedy příručkou praktických rad a návodů a obsahuje kapitoly, které seznamují vedoucí s možnostmi činnosti oddílů, s oddílovým bodováním, přípravou programu schůzek, zařízením a vybavením kluboven, využitím oddílových tradic a s organizací a vedením výprav a táborů.
Jednotlivé kapitoly řeší např. kolik by měl mít oddíl členů a družin, jak se mají družiny nazývat, jak vytvořit bodovací žebříček a kam bodování zapisovat, jak vybavit klubovnu, co jsou to pracovní sešity členů oddílu, jak vznikají a udržují se oddílové tradice, co je cílem výprav oddílu a jakou mají mít chlapci výzbroj a výstroj, co jsou to oddílové nálepky, jak se píše kronika, co jsou zvyklosti a nepsané zákony oddílu, jak vytvořit oddílový časopis, atd. Pak uvádí také konkrétní návody na krátkodobé i dlouhodobé hry v klubovně, tělocvičně i v přírodě a na Modrý život. Rady se týkají také volby znaků a názvů pro jednotlivé tábory, které oddíl absolvuje, táborových zákonů, uvádí výňatky z tábornické moudrosti a popisuje jak vytvořit na táboře přátelské prostředí.
A tak mě napadlo sepsat už konečně jednou všechny ty svoje rady, návody, praktiky a „vynálezy“ do jedné knížky a pomoci tak těm, kteří stojí teprve na začátku své Velké Cesty, stejně jako jsem tam před více než padesáti lety stál já sám, tehdy ještě nevědomý a dost bezradný. Zároveň věřím, že si z mé knížky vyberou leccos pro zpestření oddílového programu i zkušení vedoucí, kterým se práce daří. 
 Jaroslav Foglar

## Vznik a vydávání
Jaroslav Foglar začal se sepisováním zkušeností a poznatků s vedením oddílu v 60. letech 20. století a využíval svých bohatých zkušeností z vedení svého skautského oddílu, pražské Dvojky, který se v té době skrýval pod hlavičkou tělovýchovné jednoty. V příručce se vyhýbal jakékoliv zmínce o tehdy zakázaném skautingu a koncipoval ji jako obecného rádce pro tehdejší povolené spolky v podobě pionýrských nebo turistických oddílů. Knihu psal původně pro Státní nakladatelství dětské knihy, které ji však nakonec v roce 1967 odmítlo vydat. Šest kapitol se alespoň v dubnu a květnu 1968 objevilo na ukázku v sobotních vydáních deníku Mladá fronta. Foglar přichystanou knihu nabídl Sportovnímu a turistickému nakladatelství, které po změně názvu na nakladatelství Olympia začalo od roku 1969 vydávat foglarovky v jednotné úpravě. Náš oddíl byl do edice zařazen na rok 1970 jako pátý svazek, ovšem i přesto, že již byl nachystán k tisku (s ilustracemi Antonína Pokorného a přebalem Bohumila Konečného), bylo jeho vydání ze strany ústřední rady Pionýrské organizace Socialistického svazu mládeže zastaveno a Foglar opět nemohl publikovat. I přesto se snažil svou příručku udat: nabízel ji bez nároku na honorář pionýrským a turistickým oddílům a v roce 1974 rukopis upravil dle pokynů Ústředního výboru Socialistického svazu mládeže, ale ani úvahy o jejím vydání roku 1975 v nakladatelství Mladá fronta nebyly realizovány. Na přelomu 70. a 80. let se pokusil Náš oddíl vydat jako metodický dopis Československého svazu tělesné výchovy pro jeho členy (volně neprodejný) a roku 1981 jej nabídl Stánímu pedagogickému nakladatelství, které ho však odmítlo s odkazem na nedostatek dostupného papíru.
Teprve v roce 1984 projevil o Náš oddíl zájem regionální měsíčník Novoměstský zpravodaj z Nového Města nad Metují. V dubnu 1985 vyšel úvod a od června začaly být kapitoly příručky otiskovány pod názvem „Z našeho oddílu“. V květnu 1986 však bylo po 11 dílech jejich vydávání na pokyn místního výboru Komunistické strany Československa zastaveno (Foglar tehdy stále patřil mezi zakázané autory), takže zveřejněna nebyla ani desetina celého textu. Souborně se kapitoly z Novoměstského zpravodaje šířily ve druhé polovině 80. let mezi zájemci v podobě samizdatového sešitu s obálkou Bohumila Konečného z nerealizovaného vydání z roku 1970 (reprint sešitu vyšel v omezeném nákladu v roce 2021). I přes určité uvolnění poměrů na konci 80. let (byla vydána nová vydání Foglarových románů Hoši od Bobří řeky a Chata v Jezerní kotlině) nebyla úspěšná ani další snaha, kdy se na jaře 1989 pokusil rubriku „Z našeho oddílu“ vydávat místní čtvrtletník Frymburské ozvěny z Nového Hrádku (poblíž Nového Města nad Metují). Otiskl jediný díl navazující na publikované kapitoly z Novoměstského zpravodaje, ovšem další pokračování již nebyla povolena.
Řádného vydání se Náš oddíl dočkal až po sametové revoluci v nakladatelství Atos v roce 1992, nebyl však použit celý rukopis. Kompletní publikaci poprvé vydalo roku 1996 nakladatelství Olympia.

### Knižní česká vydání
Přehled knižních vydání v češtině:
- 1992 – 1. vydání, nakladatelství Atos, ilustrace Michal Kocián, ISBN 80-85435-00-4
- 1996 – 2. vydání, nakladatelství Olympia, ilustrace Marko Čermák, ISBN 80-7033-416-9 (edice Sebrané spisy, sv. 17)
- 1998 – 3. vydání, nakladatelství Olympia, ilustrace Marko Čermák, ISBN 80-7033-526-2 (edice Sebrané spisy, sv. 17)
- 2000 – dotisk 3. vydání, nakladatelství Olympia, ilustrace Marko Čermák, ISBN 80-7033-526-2 (edice Sebrané spisy, sv. 17)
- 2021 – Skautská nadace Jaroslava Foglara (reprint samizdatového sešitu z 80. let 20. století)